# El cuerpo
El cuerpo è un film del 2012 diretto da Oriol Paulo e interpretato da Belén Rueda.

## Trama
Una guardia notturna fugge in preda al panico dall’obitorio dove lavora e viene investita accidentalmente. La polizia viene chiamata a condurre le indagini per via di alcune incongruenze che vengono rilevate, e l'ispettore Jaime Peña in breve tempo scopre che il cadavere di una donna, Mayka Villaverde Freire, morta di recente, è scomparso. L’ispettore decide quindi di rivolgersi al vedovo e nel corso della serata scopre la verità che si cela dietro la morte della donna e risolve il mistero del corpo trafugato.

## Remake
Del film sono stati realizzati diversi remake:
- Game/Oru Melliya Kodu (2016); remake indiano non ufficiale, girato in lingua Tamil-Kannada.
- Sarajin bam (2018); remake coreano.
- The Body (2019); remake indiano.
- Il corpo (2024); remake italiano, diretto da Vincenzo Alfieri con Claudia Gerini e Giuseppe Battiston. Uscito il 28 novembre 2024.[1]